# Östra Ånneröd
Östra Ånneröd is een plaats (tätort) in de gemeente Strömstad in het landschap Västergötland en de provincie Västra Götalands län in Zweden. De plaats heeft 225 inwoners (2010) en een oppervlakte van 10,87 hectare.